# قائمة آباء العلوم
الأب مجازاً تعني صاحب الشيء أو مالكه، أو مؤسسه وموجده، أو صاحب الشأن الأعظم فيه، ومن هنا جاءت تسميات مثل:
- أبو التاريخ: هيرودوتس
- أبو الفلسفة: سقراط
- أبو الطب: أبقراط
- أبو الطيران: عباس بن فرناس
- أبو الجراحة: أبو القاسم الزهراوي (الطبيب الأندلسي)
- أبو الجراحة (الحديثة): جوزف ليستر
- أبو علم الاقتصاد: آدم سميث
- أبو علم الاجتماع: ابن خلدون
- أبو الكهرباء: توماس أديسون
- أبو الكيمياء: جابر بن حيان الكوفي
- أبو الميكانيك: بديع الزمان الجزري
- أبو الفيزياء الكلاسيكية: إسحاق نيوتن
- أبو (النظرية) النسبية: ألبرت أينشتاين
- أبو علم التحليل النفسي: سيجموند فرويد
- أبو علم الوراثة: غريغور مندل
- أبو علم المنطق: أرسطو طاليس
- أبو علم الهندسة: إقليدس
- أبو علم الجبر: الخوارزمي
- أبو علم الجغرافيا: الإدريسي
- أبو علم البصريات: ابن الهيثم[1]
- أبو علم البلاغة: عبدالقاهر الجرجاني[2]
- أبو علم النحو: أبو الأسود الدؤلي[3]